# أكبر مسعود
الأمير صارم الدولة أكبر مسعود (بالفارسية: اکبر مسعود) (1885 - 29 تشرين الثاني 1975 م) كان أميرًا فارسيًا من القاجاريين، وهو ابن مسعود ميرزا ظل السلطان وحفيد ناصر الدين شاه قاجار.
كان يُلقب بـ "معين السلطنة" قبل عام 1909م. وكان وزيرًا للأشغال والتجارة عام 1915، ووزيرًا للخارجية عام 1916، ووزيرًا للمالية في الفترة 1919-1920 م، وحاكمًا لأصفهان عام 1917 م، ثم لكرمانشاه وهمدان في الفترة 1920-1921 م، وحاكمًا عامًّا لفارس في الفترة 1922-1923 م وثم مجددًا في 1929 م. تُوفي أكبر عن عمر يناهز 90 عامًا في 29 تشرين الثاني 1975 م في أصفهان.
دُفن في مقبرة تخت بولاد.